# Trophée de l'Avenir
Le trophée de l'Avenir, organisé par le trophée taurin, récompense le meilleur raseteur de la catégorie 3 de la saison taurine de course camarguaise. Son vainqueur est qualifié de « champion de France Espoir ». Cette catégorie est pour les jeunes raseteurs. Le trophée est créé en 1952 par Georges Thiel, Marius Gardiol et Paul Laurent,.